# 西藏政策及支援法
西藏政策及支援法（Tibetan Policy and Support Act）是2019年美國眾議院關於西藏問題的一項法案。法案明定，西藏宗教領袖的辨認及就職是純粹的宗教事務，只有藏傳佛教中適宜的宗教當局能作決定，並且須考量信徒的意志及第14世達賴喇嘛的指示。

## 背景
美國的西藏政策包括戰略和務實兩個層面。在戰略層面，美國长期一直明確支持「西藏是中國一部分」的立場，也有法律依據。但在務實層面，考慮到美国利益，美國的西藏政策時而反覆無常。2002年美國國會通過《西藏政策法》（Tibetan Policy Act of 2002），指定撥款助援中國的藏族社區。然而唐納·川普在2018年提出的預算中打破歷年慣例，將其全部刪除。
2020年6月，斯科特·佩里在美國眾議院提案，主張美國應改口承認西藏是一個獨立的國家。2020年11月，西藏流亡政府領袖首次訪問白宮，美國國務院政策規劃辦公室稍後發表的報告《中國挑戰的要素》，這個重新構建的框架中，認定西藏從1950年代開始就被中共軍事佔領。有分析称这顯示美國的西藏政策發生重大變化，將不再承認西藏是中國領土。

## 立法歷史
2019年9月，美國蘭托斯人權委員會主席兼美國國會及行政當局中國委員會主席吉姆·麥克高文（美國民主黨籍）為更新與加強《西藏政策法》而提出《西藏政策及支援法案》，同年12月28日在美國眾議院外交委員會通過。
2020年1月29日，在眾院院會以392票贊成、22票反對通過。
2020年12月21日，法案條文被納入《2021年綜合撥款法》，同日獲參、眾兩院通過。12月27日由總統唐納·川普簽署生效。

## 法案內容
該法案成為美國的官方政策，即藏傳佛教領袖的转世，包括達賴喇嘛的转世，完全由藏傳佛教徒決定，而不受中國政府的干預。干預藏傳佛教領袖遴選過程的中國官員將受到《全球馬格尼茨基法案》的製裁，包括不准入境美國。該法案承认藏人行政中央是反映全世界西藏人民愿望的合法机构。法案還要求在西藏首府拉薩設立美國領事館，否則中國不得在美國新設領事館。

## 反應

### 美國
美國國際宗教自由委員會讚揚美國眾議院通過了該法案，該委員會事前認可此法案。
提案者吉姆·麥克高文評論說：“我們批評的是中國共產黨，而不是中國人民，他們也在中國的鎮壓下受苦……我們與西藏人民站在一起，尊敬達賴喇嘛尊者。我們的立場一致，期待總統盡快簽署西藏政策和支持法案，使其成為法律。”

### 西藏流亡政府
藏人行政中央司政洛桑森格專程前往美國為該法案遊說，他感謝美國國會通過該法案。

### 中华人民共和国
外交部发言人华春莹在美國众议院通过該法案後表示，此举严重违反国际法和国际关系基本准则，粗暴干涉中国内政，中方坚决反对。敦促美方停止利用涉藏问题干涉中国内政。
西藏自治区人民代表大会常务委员会在美國總統簽署該法案生效後表示，西藏自古以来就是中国不可分割的一部分。西藏事务纯属中国内政。中国政府颁布有《宗教事务条例》和《藏传佛教活佛转世管理办法》，管理藏传佛教活佛转世。該法案打着宗教和人权的旗号干涉中国内政，我们对此坚决反对。西藏各族人民在习近平新时代中国特色社会主义思想指引下，与全中国人民一道為中华民族伟大复兴而奋斗。

## 後續
喬·拜登當選總統後，延續前任的西藏政策。2024年，拜登签署《促进解决西藏与中国争端法案》，呼吁中国恢复与达赖喇嘛或其代表直接对话，并表示继续承认西藏自治区和中国其他藏区是中华人民共和国的一部分。他表示将“致力于促进西藏人民的人权，支持保护其独特的语言、文化和宗教遗产的努力”的同时亦声明，“该法案不会改变美国两党长期以来的政策，即承认西藏自治区和中国其他藏族地区是中华人民共和国的一部分”，并说“这一政策决定属于我的权力范围，我有权承认外国及其领土边界”。